# Wola Ostrowiecka
Wola Ostrowiecka (zwana także Wolą Lacką lub Wolą Mazowiecką) – nieistniejąca obecnie polska wieś, zniszczona podczas rzezi wołyńskiej w 1943 roku przez kureń UPA. Miejsce, gdzie leżała Wola Ostrowiecka, znajduje się współcześnie na terytorium Ukrainy w obwodzie wołyńskim, kilkanaście kilometrów na wschód od obecnej granicy polsko-ukraińskiej.

## Historia

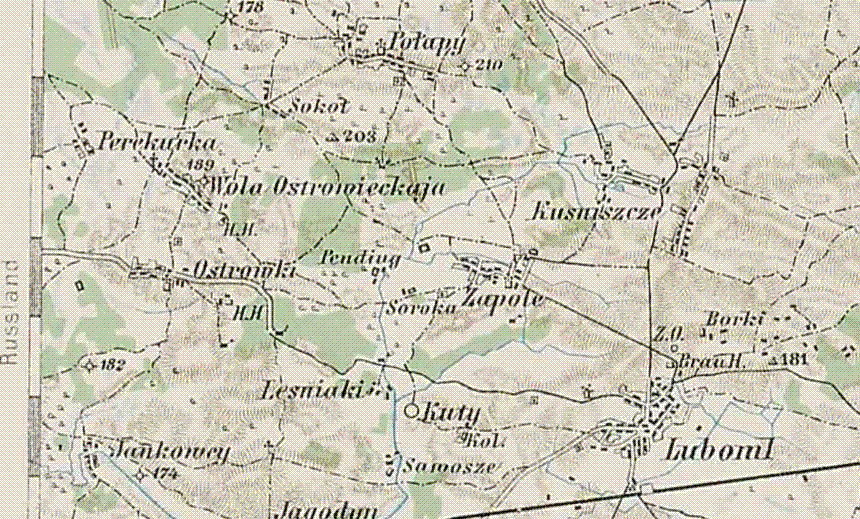
Położenie Woli Ostrowieckiej na austro-węgierskiej mapie sztabowej z ok. 1910

Wieś została założona prawdopodobnie pod koniec w XVI wieku na gruntach istniejącej już wsi Ostrówki. Jej pierwsi mieszkańcy, podobnie jak ludność Ostrówek pochodzili z Mazowsza i z tego powodu nazywano ich Mazurami. Do XX wieku nie zasymilowali się z rdzenną miejscową ludnością zachowując odrębność narodową, wyznaniową (katolicyzm) i obyczajową. Śluby zawierano zazwyczaj w obrębie obu wsi, co skutkowało wytworzeniem stanu pokrewieństwa pomiędzy mieszkańcami Woli Ostrowieckiej i Ostrówek. Liczebność niektórych rodów dochodziła do 100 osób, z czego po kilkanaście z nich nosiło to samo imię i nazwisko; by poradzić sobie z tą sytuacją posługiwano się przezwiskami i przydomkami.
Przed drugą połową XVII wieku wieś należała do dóbr Jełowickich, następnie kolejno do Olędzkich, Malewczyków, Czaplickich, Bogatków i Strażyców. Od 11 stycznia 1765 należała do rzymskokatolickiej parafii Ostrówki.
Przed II wojną światową w granicach Polski, w gminie Huszcza w powiecie lubomelskim. Już po wybuchu wojny Wola Ostrowiecka liczyła około 136 gospodarstw, w których mieszkało 197 rodzin, tj. nie mniej niż 866 osób.

### Zniszczenie wsi
30 sierpnia 1943 roku mieszkańcy wsi Wola Ostrowiecka i Ostrówki zostali wymordowani przez pododdziały kurenia UPA Iwana Kłymczaka „Łysego”. Upowcom towarzyszyła okoliczna ludność ukraińska, tzw. „czerń”, która dobijała rannych i grabiła mienie. W Woli Ostrowieckiej śmierć poniosło co najmniej 568 osób, w tym 161 mężczyzn, 185 kobiet i 222 dzieci. Prawdopodobnie liczba ofiar była nieco wyższa i jest szacowana na około 620 osób. Uratowały się osoby, które ukrywały się w zabudowaniach, ranne lub udające zabite. Obecnie szacuje się, że w obu miejscowościach zginęło ok. 1050 osób, w większości kobiety i dzieci. Ciała zabitych zostały zakopane przez sprawców i ludność ukraińską na miejscu zbrodni w kilku dołach. Ocalałe osoby przedostawały się po zbrodni do innych nie zniszczonych jeszcze polskich wsi, do Lubomla oraz na lewy brzeg Bugu. 
Podczas zbrodni oraz po niej opuszczone zabudowania Woli Ostrowieckiej były sukcesywnie palone i rozbierane przez Ukraińców. W okresie powojennym teren po wsi został zamieniony w pola, łąki i pastwiska kołchozowe. Obecnie wieś nie istnieje, w miejscu wsi znajduje się jedynie figura i krzyż.

## Upamiętnienie
3 listopada 1990 roku odbyła się pierwsza pielgrzymka byłych mieszkańców Woli Ostrowieckiej i Ostrówek oraz ich rodzin do miejsc, gdzie leżały obie wsie. Od tego czasu datują się ich starania o uporządkowanie i upamiętnienie miejsc zbrodni oraz ekshumację szczątków ofiar. Pielgrzymki są corocznie kontynuowane.
W wyniku ekshumacji w 1992 roku odkryto w jednym dole w Woli Ostrowieckiej szczątki co najmniej 243 ofiar masakry. Szczątki te wraz z równocześnie wydobytymi szczątkami ofiar z Ostrówek (łącznie co najmniej 324 osób) uroczyście pochowano 30 sierpnia 1992 roku w zbiorowej mogile na dawnym cmentarzu w Ostrówkach. W uroczystościach pogrzebowych wzięło udział około 2000 gości z wicemarszałek Senatu RP Alicją Grześkowiak na czele.
W 2011 roku w wyniku drugiej ekshumacji, na terenie dawnej szkoły w Woli Ostrowieckiej odnaleziono szczątki kolejnych 79 ofiar rzezi. Wydobyte szczątki, wraz z równocześnie ekshumowanymi ofiarami z Ostrówek, 30 sierpnia 2011 roku pochowano uroczyście na cmentarzu w Ostrówkach. Dzień przed pogrzebem doszło do incydentu z udziałem kilkunastu rosłych mężczyzn, z których kilku podawało się za ukraińskich deputowanych, którzy przetrząsali zawartość trumien próbując kwestionować ustaloną przez Polaków liczbę ofiar. Po interwencji archeologów mężczyźni odjechali.
W 2011 roku Rada Ochrony Pamięci Walk i Męczeństwa ufundowała na cmentarzu w Ostrówkach pomnik, będący również upamiętnieniem tragedii Woli Ostrowieckiej, który miał być odsłonięty przez prezydentów Polski i Ukrainy. Do planowanej uroczystości nie doszło. W kwietniu 2012 roku z pomnika skradziono polskie godło.

## Literatura
- Władysław Filar, Wołyń 1939-1944, Toruń 2003.
- Roman Mądro, Badania masowych grobów ludności polskiej zamordowanej przez nacjonalistów ukraińskich w roku 1943 w powiecie lubomelskim. Część I - Przebieg i wyniki ekshumacji w Woli Ostrowieckiej, (w:) Archiwum Medycyny Sądowej i Kryminologii, tom 43, nr 1, Kraków 1993, s. 47-63;
- Leon Popek: Ostrówki. Wołyńskie ludobójstwo. Warszawa: Oficyna Wydawnicza RYTM, 2011. ISBN 978-83-7399-469-0. Brak numerów stron w książce
- Grzegorz Rąkowski: Wołyń Przewodnik krajoznaczo-historyczny po Ukrainie Zachodniej. Pruszków: Oficyna Wydawnicza ,,Rewasz", 2005, s. 55-56. ISBN 83-89188-32-5.
- Wołyński testament, (oprac.) Leon Popek, Tomasz Trusiuk, Paweł Wira, Zenon Wira, Lublin 1997, Towarzystwo Przyjaciół Krzemieńca i Ziemi Wołyńsko-Podolskiej, ISBN 83-908042-1-2;